# Karel Vacek (componist)

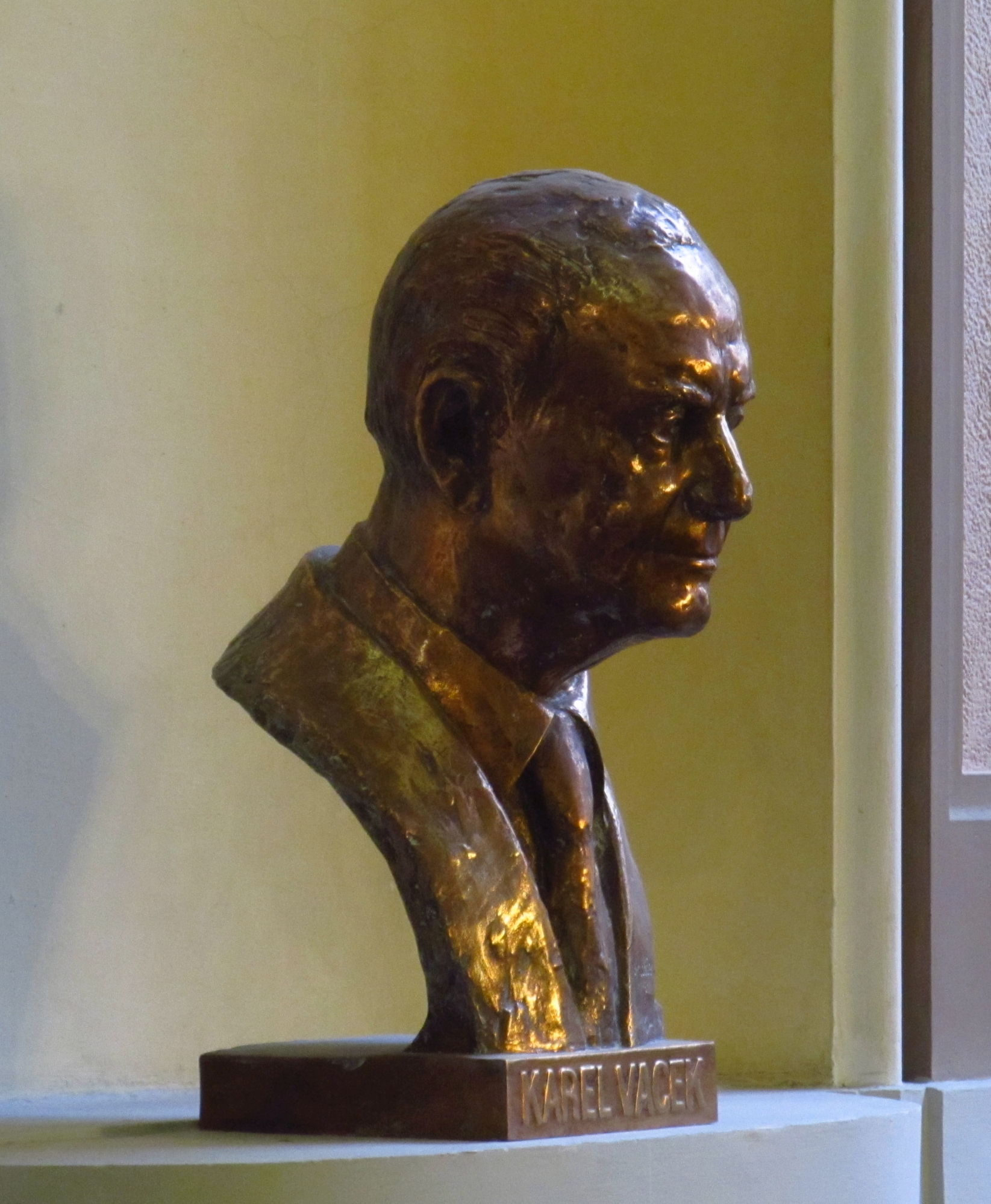
Karel Vacek

Karel Vacek (Liberec, Bohemen, 21 maart 1902  – Praag, 18 augustus 1982) was een Tsjechisch componist.

## Levensloop
Karel Vacek groeide op in een muzikale familie: zijn vader was naast timmerman ook enthousiast amateurmuzikant (viool, fluit en contrabas). In 1909 of 1910 is hij met zijn moeder vertrokken naar Praag. Tot zijn 15e levensjaar heeft hij zichzelf viool, klarinet, hoorn en contrabas leren spelen en werd hij lid van een symfonieorkest voor studenten. Toen tijdens de Eerste Wereldoorlog de hongersnood ook in de Bohemen toesloeg, vertrok de familie op het land en Karel kreeg werk in een fabriek. Tegen het einde van de oorlog wilde hij aan het Praagse conservatorium studeren. Hij werd van 1918 tot 1924 lid van de Praagse militaire kapel, teneinde zijn muziekstudie te kunnen betalen. Maar het orkest werd in de Karpaten verlegd een zodoende moest hij met zijn studie stoppen.
Maar tijdens die zes jaren waarin hij militaire dienst deed, deed hij grote ervaringen op voor zijn verdere muzikale ontwikkeling.

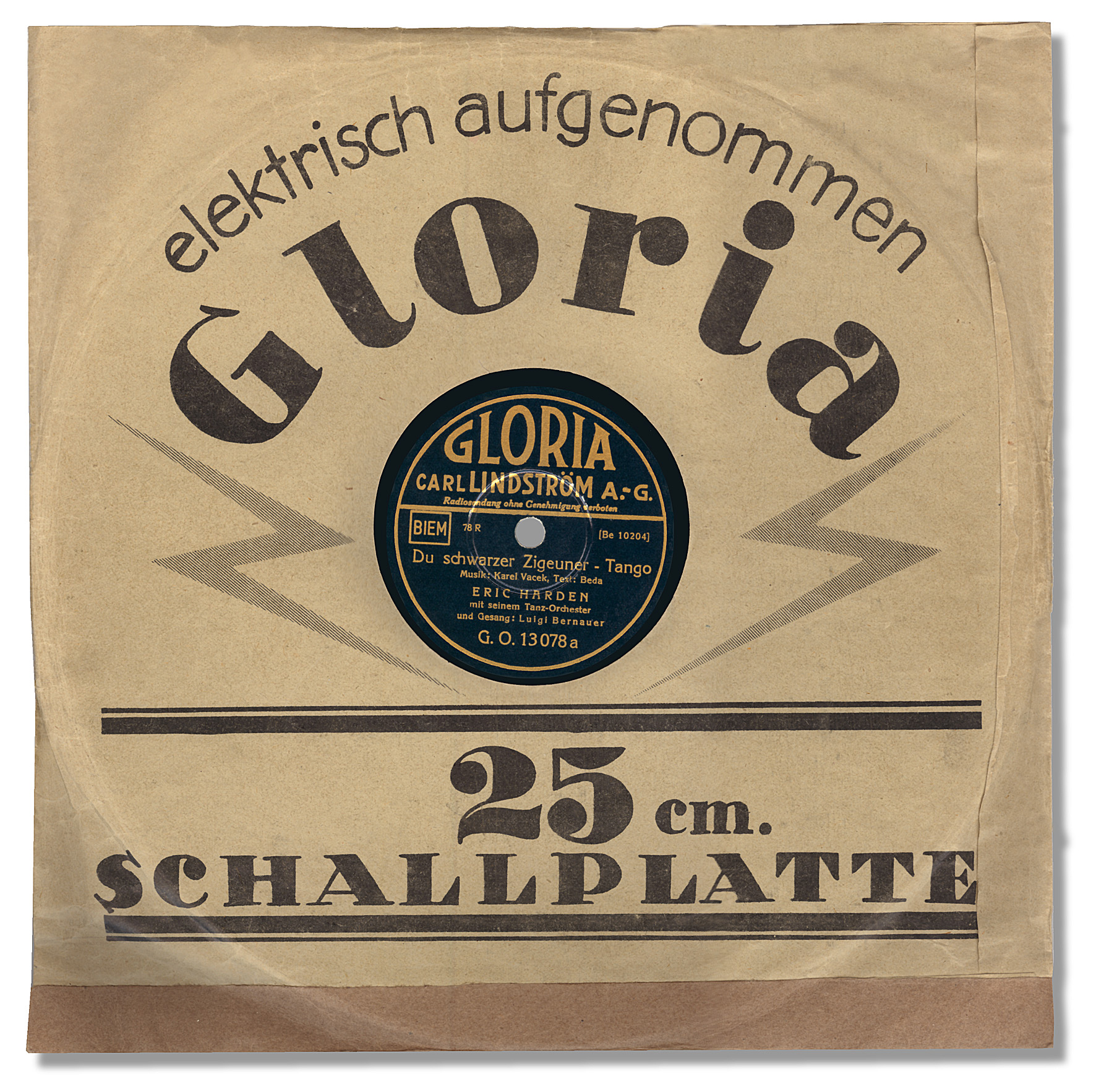
Tango Du schwarzer Zigeuner

In 1925 trok hij met een orkest(je) van een circus door Frankrijk. Omdat de directie van het circus geen salaris uitbetaalde, staakte het hele orkest op initiatief van Vacek.  Terug uit Frankrijk speelde hij in bioscoop-orkesten en in verschillende jazz orkesten, onder andere de jazz kapel van Haryho Hardena en het kwintet "Melody Boys" van Rudolf Antonín Dvorský. Deze steunde de compositie werkzaamheden van Vacek en had belangrijke invloed op de bekendheid van de Cikanka tango (Duits: Du schwarzer Zigeuner), dat in 1931 een wereldsucces werd. Van 1935 tot 1938 was Vacek lid van het orkest van Jaroslav Jezek, die als koploper van de Tsjechische jazz aangezien wordt. Vacel was een van de eerste Tsjechische muzikanten, die er jazz improvisatie overheersten.
In 1941 heeft hij een eigen orkest opgericht, dat dansen alsook folkloristische stukken en bekende klassieke werken spelde. Van 1950 focusseerde hij zich uitsluitend op het componeren. In 1973 kreeg hij de eretitel Verdiende kunstenaar en in 1981 werd hij tot Nationale kunstenaar benoemd, wat tot deze termijn nog geen vertegenwoordiger uit dit genre toegekend werd.
In het gevolg van hartklachten overleed hij op 18 augustus 1982. Bij de uitvaart plechtigheden werkte ook het centrale orkest van de Tsjechoslowakische Armee mee.

## Composities

### Werken voor harmonieorkest
- 1956 Predehara
- Cikanka (Oh Zwarte zigeuner), tango[1]
- Pictures of a Countryside, ouverture
- Pohádka mládí (Sprookjesachtige Jeugd)
- Rhapsodie
- Souvenýr
- Táboráku plápolej
- V podlesí
- Zitra snad, tango

#### Marsen
- Bříza zelená
- Čtyři páry bílejch koní
- Zůstaň tu s námi, muziko ceska

#### Polka
- Hej panímámo
- Ale ne ale ne
- Frajerka
- Fůra slámy
- Hú a hú
- Kalná voda
- Karluv most
- Muj taticek
- Pro Jarmilku
- Proc nezustane slunce stat
- Štěstí na rozcestí
- Šumařinka
- U našich kasáren
- Venkovská
- Za rok za dvě léta

#### Walsen
- 1972 Cerna noc
- 1974 Posledni korunu mam
- Až se jednou potkáme
- Driv nez se rozloucim
- Mala pisnicka
- Panenko modrooká
- Skřivánek zpíval
- Tichou dedinou

## Media
1. ↑  Cikanka (Oh Zwarte zigeuner) door "De-Als-Je-Maar-Gelukkig-Band (Wim Beugel en Jan Haver)"

- Bibliothèque nationale de France: cb139718439 (data)
- Gemeinsame Normdatei: 134544765
- International Standard Name Identifier: 0000 0000 5549 2672
- Library of Congress Control Number: n86003645
- Nationale Bibliotheek van Letland: 000084960
- MusicBrainz: ba5964bb-f822-4742-897b-76268902464e
- Nationale Bibliotheek van Tsjechië: jk01140977
- Nationale Bibliotheek van Israël: 987007337576005171
- Nationale Bibliotheek van Polen: a0000001847744
- Istituto Centrale per il Catalogo Unico: CUBV157543
- Virtual International Authority File: 77787538
- WorldCat: E39PBJwCXMC4yGGBBd4FT8c9Dq